# Champfleury (Marna)
Champfleury è un comune francese di 547 abitanti situato nel dipartimento della Marna nella regione del Grand Est.

## Società

### Evoluzione demografica
Abitanti censiti